# Chrystelle Sahuc
Pour les articles homonymes, voir Sahuc.
Chrystelle Arlette Sahuc, née le 9 février 1975 à Alès, est une gymnaste rythmique française.
Elle est sacrée championne de France du concours général en 1991 et en 1992. Elle participe aux Jeux olympiques d'été de 1992 à Barcelone mais est éliminée dès les qualifications.